# Protea roupelliae

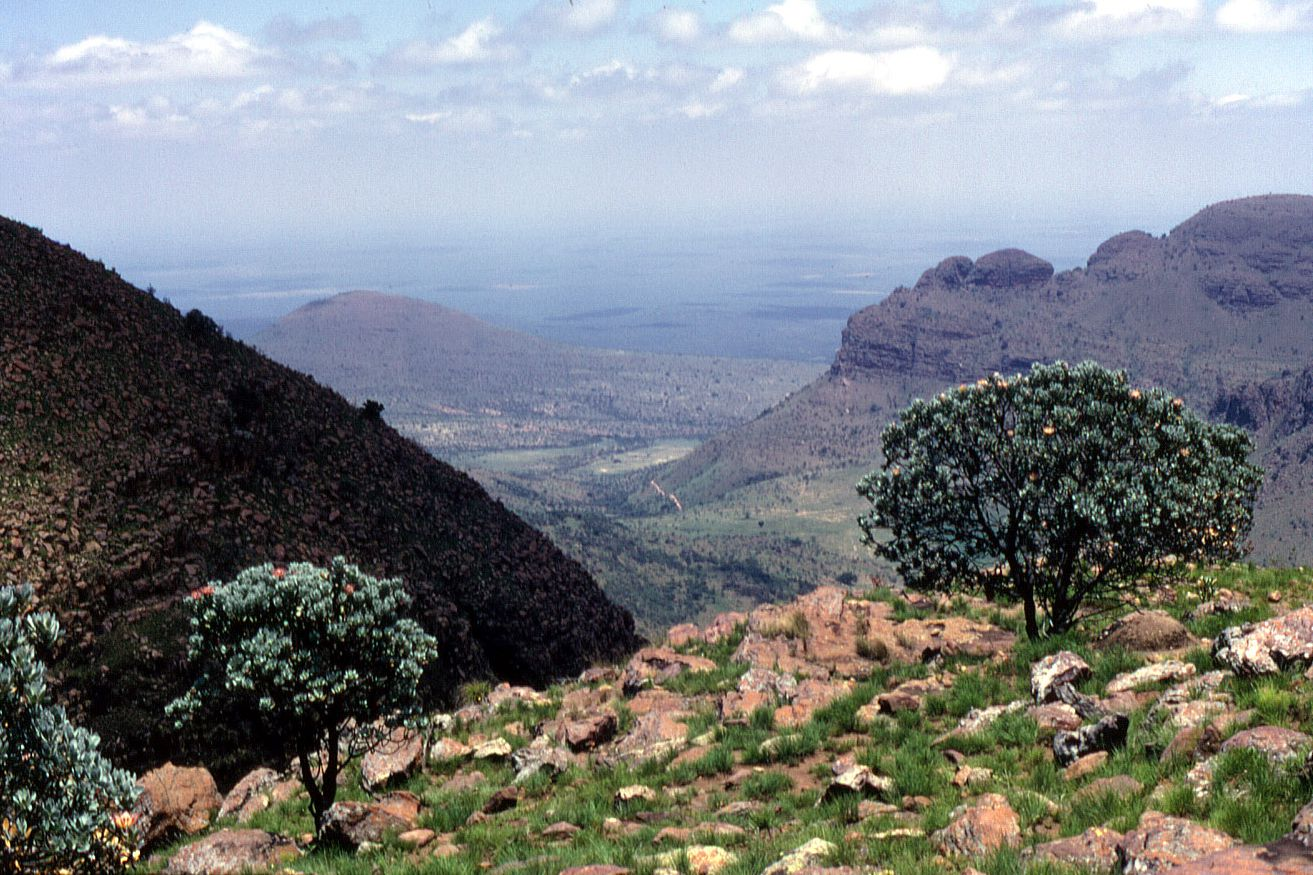
P. roupelliae en Kransberg en el Transvaal Waterberg

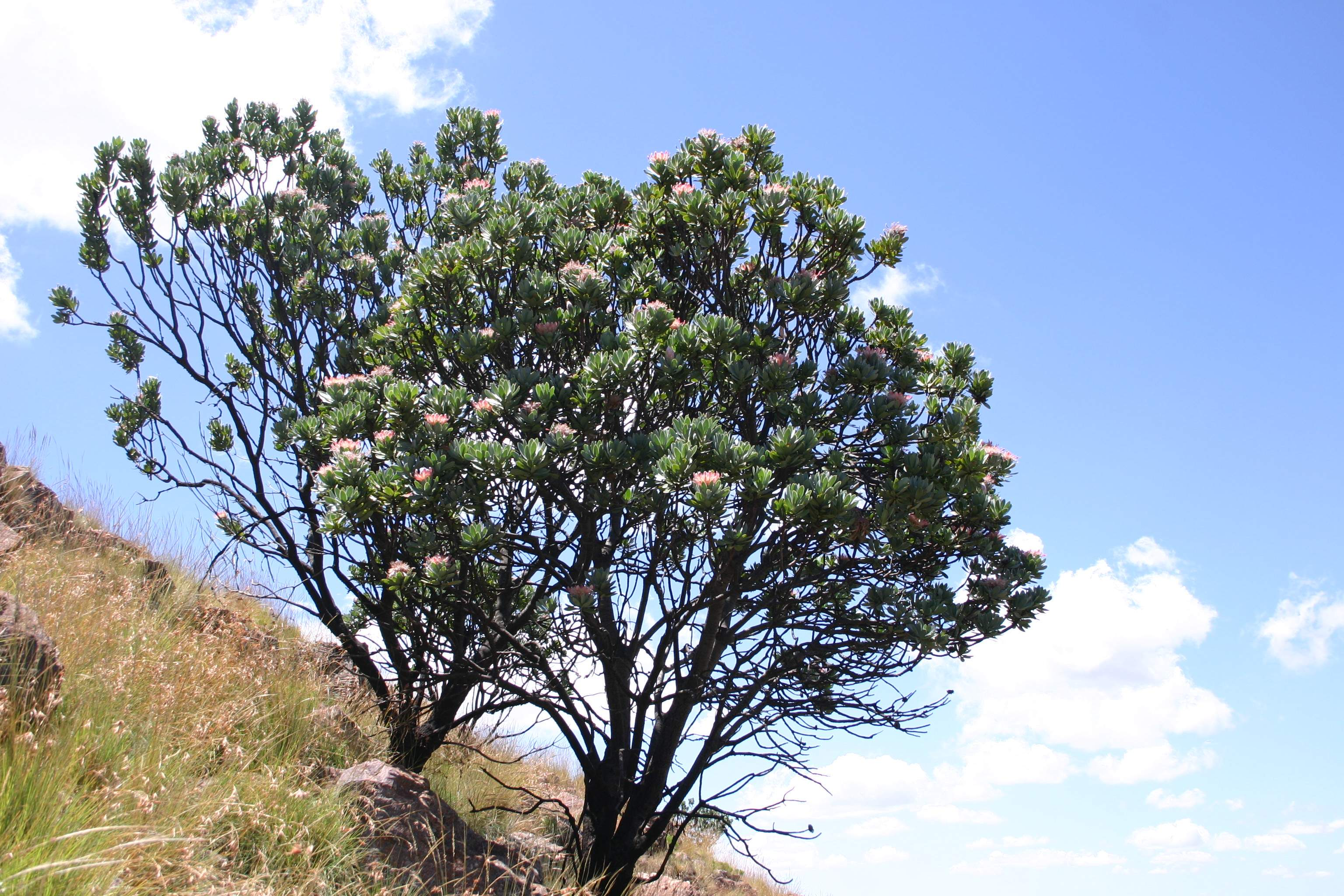
Vista de la planta

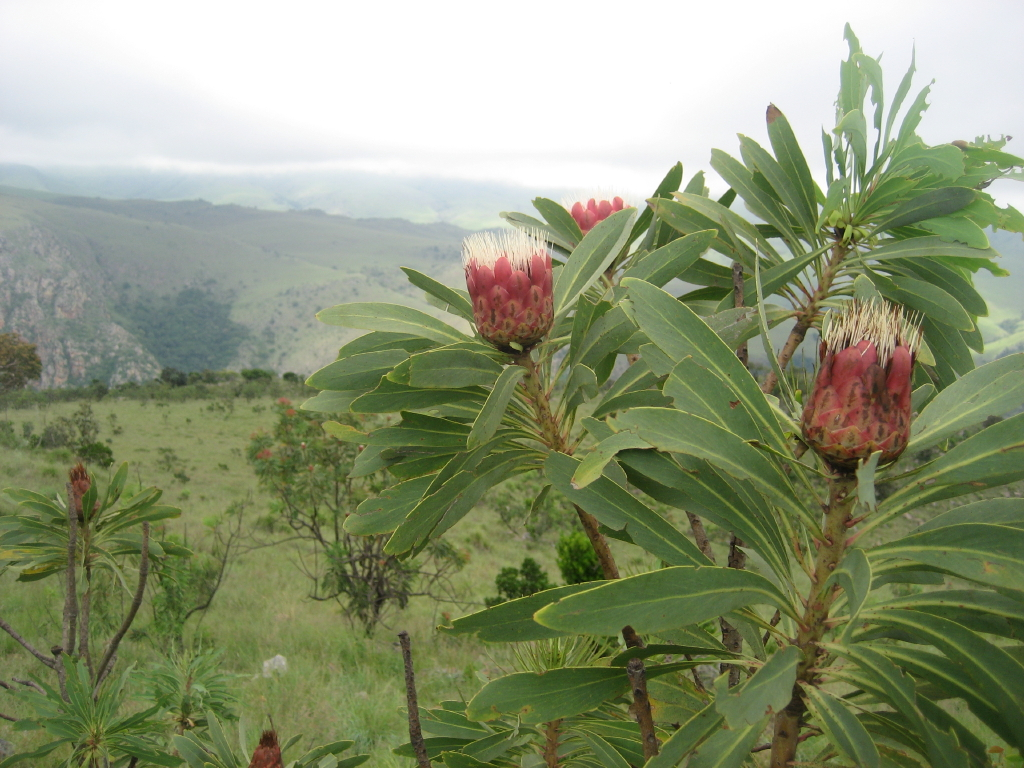
Detalle

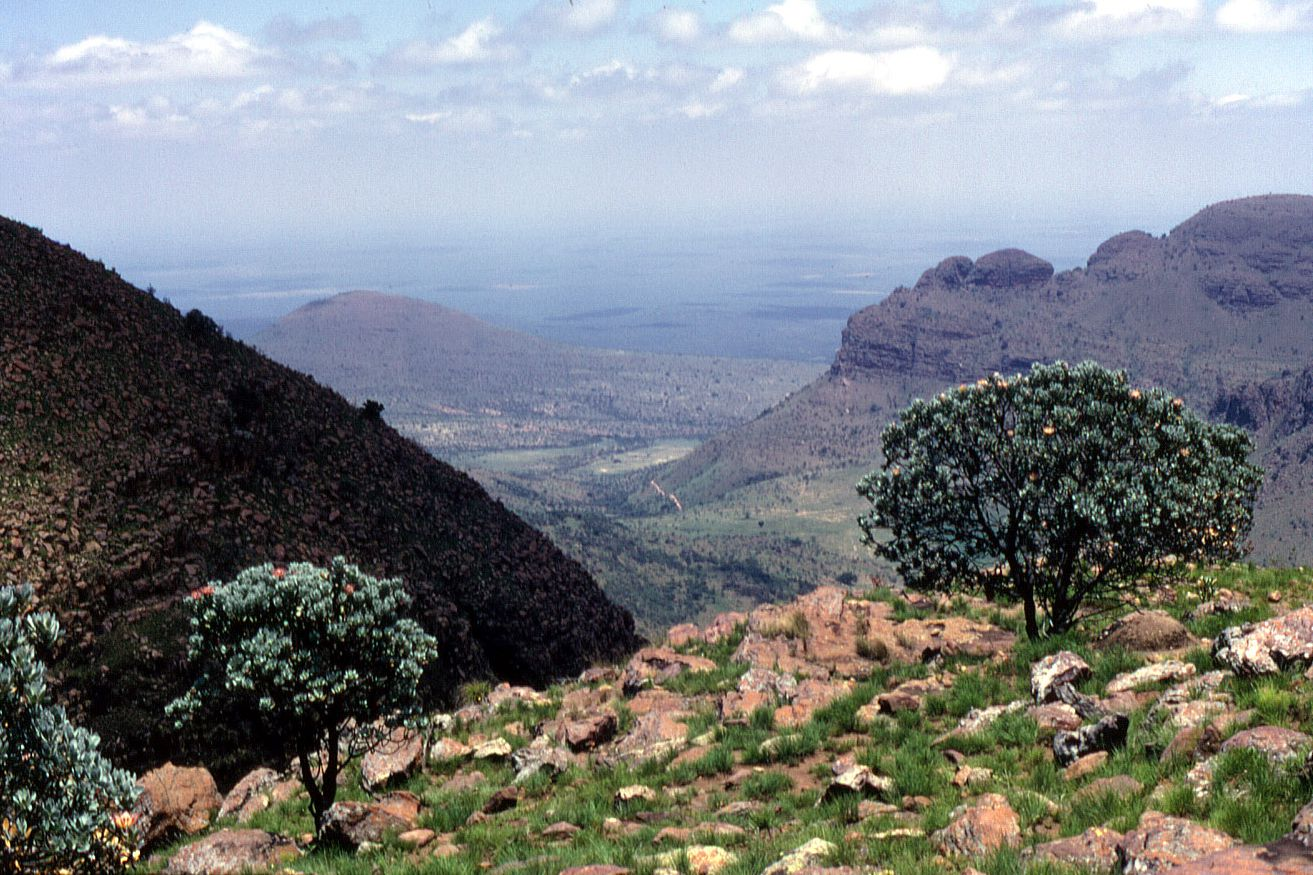
En su hábitat

P. roupelliae es una especie de protea perteneciente a la gran familia Proteaceae.

## Descripción
Es un pequeño árbol que alcanza un tamaño de tres a cinco metros de altura en promedio. Tiene un solo tallo como pequeño arbusto que crece hasta 0,3 metros de altura. P. roupelliae roupelliae , por el contrario, puede llegar a ser un pequeño árbol de unos 8 metros de altura.

## Distribución y hábitat
P. roupelliae se encuentra en el este de Sudáfrica, en las crestas de cuarcita de Johannesburgo, en la Biosfera de Waterberg y hacia el norte en Zimbabue. Crece en pastizales y en terreno montañoso, en suelos donde la arcilla ha sido lixiviada a 1300 metros de altitud. La subespecie roupelliae es más adaptable y pueden crecer en una variedad de suelos en altitudes variables (0-2400m), y está más generalizada.

## Ecología
Esta planta,  puede florecer en cualquier época del año, pero con mayor frecuencia en febrero y abril, justo después de las lluvias de verano. P. roupelliae es polinizada por muchas especies tales como escarabajos , abejas y colibríes; Promerops gurneyi. tiene una estrecha relación con la planta.

## Cultivo
Esta planta puede ser cultivada en jardines por su belleza y para atraer fauna al jardín.

## Taxonomía
P. roupelliae se coloca en la subfamilia Proteoideae, que se encuentra principalmente en el sur de África. Esta subfamilia se define como aquellas especies que tienen raíces en racimo,  óvulos solitarios y frutas indehiscentes. Proteoideae se divide en cuatro tribus: Conospermeae, Petrophileae, Proteae y Leucadendreae. El género Protea , y por lo tanto P. roupelliae, se coloca debajo de la tribu Proteae.
Protea roupelliae fue descrito por Carl Meissner y publicado en Prodromus Systematis Naturalis Regni Vegetabilis 14: 237.
Etimología
Protea: nombre genérico que fue creado en 1735 por Carlos Linneo en honor al dios de la mitología griega Proteo que podía cambiar de forma a voluntad, dado que las proteas tienen muchas formas diferentes. 
roupelliae: epíteto otorgado en honor de Arabella Elizabeth Roupell (1817-1914) que pasó dos años en Ciudad del Cabo  pintando flores locales para su propio placer.
Sinonimia
- Protea incana Hort. ex Meisn.
- Protea roupelliae subsp. roupelliae[5]